# Valeria Flores
Valeria Flores (Buenos Aires, 12 de enero de 1973), conocida como val flores y vale flores (escrito en minúscula), es una escritora, maestra lesbiana y activista LGTB argentina. Se dedica a la teoría queer y al feminismo prosexo. Su obra se caracteriza por una escritura ensayística y poética, con publicaciones como interruqciones. Ensayos de poética activista, Deslenguada. Desbordes de una proletaria del lenguajey El sótano de San Telmo. Una barricada proletaria para el deseo lésbico en los 70. También realiza performances y talleres como formas de intervención política, estética y pedagógica.

## Biografía
Nacida en Buenos Aires, a los tres años se mudó a Neuquén junto a su familia. Allí, trabajó como maestra primaria en escuelas públicas de la ciudad de Neuquén durante 15 años. Su práctica docente es fuente de reflexiones para su producción teórica política y pedagógica. Es Profesora de Educación Primaria, y comenzó varias carreras universitarias que "desertó", por lo que su formación como intelectual se ancla en un ejercicio autodidacta, por fuera de la academia. En la actualidad vive en la ciudad de La Plata.
Fue fundadora de la colectiva feminista La Revuelta en el año 2001, y en el año 2004 se retiró del grupo por diferencias personales y políticas. Ese año formó Fugitivas del desierto – lesbianas feministas , una organización lésbica que llevó a cabo intervenciones política, estéticas y teóricas en Neuquén (2004-2008). Junto a la poeta neuquina Macky Corbalán publicó entre 2014 y 2015 la boletina lésbica y feminista “La sociedad de las extrañas”, de tirada mensual. El título está basado en un extracto de Virginia Woolf, “y nosotras que seguiremos siendo extrañas, haremos experimentos”, del libro Tres Guineas.
En el año 2009 creó el blog personal "escritos heréticos" en el que publica su producción teórica, poética y escritos personales. En 2011, en Buenos Aires, formó parte de la organización de los Diálogos Críticos del activismo lésbico. Ese mismo año cofundó el archivo digitalizado del activismo lésbico de Argentina Potencia Tortillera (2011-2015), que busca recuperar la memoria de la existencia lésbica y su activismo. En el año 2012 participó como organizadora de la I Celebración de las amantes. Jornada de orgullo y disidencia lesbiana, en Córdoba.
En 2013, junto a Macky Corbalán, creó la editorial independiente La Mondonga Dark, un proyecto que buscó poner en circulación voces inéditas y experimentales en el campo de la literatura. La editorial dejó de existir cuando falleció Macky Corbalán en 2014.
En agosto de 2013 junto con Noe Gall y otras activistas lesbianas, elaboró y difundió "Una Proclama de Lesbianas Feministas Prosexo a Favor de las Trabajadoras Sexuales", en respuesta al avance del feminismo abolicionista y la criminalización de las trabajadoras sexuales producto de las leyes antitrata que se implementaban en las provincias. En la actualidad, val flores hace una producción teórica por fuera de la academia, como parte de un trabajo intelectual activista.

## Producción teórica
La producción teórica de val flores se sitúa en el cruce entre el activismo de la disidencia sexual, la pedagogía y el lenguaje. Elabora una pedagogía que desafía la heterosexualización de la enseñanza y busca desarmar la heteronorma en el ámbito educativo. Entre sus reflexiones en torno al lenguaje, señala que trabajar con las palabras es pensar cómo se articula el poder desde una perspectiva micropolítica, entendiendo al lenguaje como un territorio político.

val flores se define lesbiana rechazando la categoría "mujer", siguiendo la producción teórica de Monique Wittig, quien afirma "las lesbianas no somos mujeres". Para val flores, "lesbiana" es una categoría desde la cual producir teoría y no una categoría identitaria. En este sentido, la autora escribe su nombre en minúscula como parte un posicionamiento político. Respecto esta decisión, indica en Interruqciones:
"Las minúsculas en mi nombre es una estrategia poética y una táctica visual de minorización del nombre propio, de problematización de las convenciones gramaticales, de dislocación de la jerarquía de las letras. es un gesto político que apunta al desplazamiento de la identidad y el lugar central del yo en el texto. se inscribe en una genealogía de feministas que han adoptado esta estrategia para enfrentar la supremacía del ego y sus ramificaciones simbólicas y materiales, entre ellas se destaca la teórica y educadora negra bell hooks".
Desde su producción teórica cuestiona los discursos hegemónicos y normativos del movimiento feminista en Argentina y América Latina, en una relación con el movimiento que ella marca como un "desencanto", por el modo en que el discurso hegemónico del feminismo de la región sitúa a las mujeres como sujeto legítimo del feminismo, dejando de lado otras identidades. También sostiene una posición crítica en torno al binarismo que predomina en el discurso feminista hegemónico y denuncia que refuerza la heteronorma, silenciando voces y experiencias.

## Publicaciones

### Libros
- Notas lesbianas. Reflexiones desde la disidencia sexual. Editorial Hipólita. Rosario, 2005
- Chonguitas. Masculinidades de niñas, compilación realizada junto a fabi tron. Editorial La Mondonga Dark. Neuquén, 2013
- interruqciones. Ensayos de poética activista. Escritura, política, pedagogía. Editorial La Mondonga Dark. Neuquén, 2013
- Deslenguada. Desbordes de una proletaria del lenguaje. Ediciones Ají de Pollo, Buenos Aires, 2010
- El sótano de San Telmo. Una barricada proletaria para el deseo lésbico en los ’70. Editorial Madreselva. Buenos Aires. 2015[26]
- Las trastornadas entrelíneas o tres tristes trolas, en coautoría con Laura Gutiérrez. Milena Caserola. Buenos Aires. 2015
- Tropismos de la disidencia. Editorial Palinodia, Santiago de Chile. 2017
- Una lengua cosida de relámpagos. Colección incandescencias. Editorial hekht, Buenos Aires, 2019[27]
- La intimidad del procedimiento. Escritura, lesbiana, sur como prácticas de sí. Serie Popova, de Píxel Editora, La Plata. Septiembre 2017[28]
- Saber/coger como experiencia política. Desorganizar el cuerpo hétero. Serie Popova, de Píxel Editora, La Plata. Septiembre 2017
- Una poética feminista disidente. Éxtasis, perturbación e ironía. Serie Popova, de Píxel Editora, La Plata. Septiembre 2017
- El abismo como urgencia crítica. Editorial Mimesis, Santiago de Chile, 2019[29]
- Romper el corazón del mundo. Modos fugitivos de hacer teoría. Continta me tienes Editorial, Madrid 2021

### Poesía
- Participación en la Antología Desorbitados. Poetas Novísimos del Sur de la Argentina, realizada por Cristian Aliaga y editada por el Fondo Nacional de las Artes -2009
- Bruma Coja, poemario. Editorial La Mondonga Dark. Neuquén. 2012
- Lenguaraz, poesía y fotografía, junto a Macky Corbalán. Editorial La Mondonga Dark. Neuquén. 2012
- Poéticas de lo blando, en co-autoría con Macky Corbalán. Catálogo “Marta Minujín. París- Nueva York- Neuquén”. Museo Nacional de Bellas Artes. Sede Neuquén. Noviembre de 2012-enero de 2013.
- ¿dónde es aquí? Ensayo poético. Editorial Bocavulvaria. Córdoba. 2015[30]
- A veces sólo queda un contorno… Coproducción con Fernanda Guaglianone. Homemade Ediciones # 11, de Corina Arrieta (La Plata). 2017
- Ella, no.  57 laconismos postapocalítpticos (o la masacre de una lesbiana eremita). Editorial exiliadas, La Plata. 2018